# Miguel Ángel Asturias Rosales
Miguel Ángel Asturias Rosales (Ciutat de Guatemala, Guatemala, 1899 - Madrid, Espanya, 1974) fou un escriptor i diplomàtic guatemalenc guardonat amb el Premi Nobel de Literatura l'any 1967.

## Biografia
Va néixer el 19 d'octubre del 1899 a la Ciutat de Guatemala. Va estudiar medicina i dret al seu país. Un cop finalitzats els seus estudis de Dret i després de la caiguda del dictador Estrada Cabrera, Asturias fundà, conjuntament amb els seus companys d'estudis, la Universidad Popular de Guatemala l'any 1922. El seu objectiu fou el de poder oferir formació acadèmica a totes aquelles persones que no podien pagar els estudis a la universitat nacional, a la Universidad de San Carlos de Guatemala (USAC). Un any més tard, al 1923, a la seva tesi doctoral titulada El problema social del indio analitzà i proposà solucions als problemes del poble maia.
Fou dirigent del moviment de la Reforma Universitària, i estudià també antropologia a la universitat de La Sorbona de París, on es relacionà amb Arturo Uslar Pietri, Rafael Alberti i Alejo Carpentier. El 1942, fou nomenat diputat al seu país i, posteriorment, fou nomenat ambaixador en diferents països sud-americans. El 1954, es va exiliar en caure el govern democràtic de Jacobo Arbenz per un cop d'estat perpetrat per Carlos Castillo Armas i, en la dècada del 1960, després de ser rehabilitat, fou nomenat ambaixador a França.
Va morir el 9 de juny del 1974 a la ciutat de Madrid després d'una llarga malaltia, i fou enterrat al cementiri del Père-Lachaise de París.

## Obra literària
Novel·lista i autor de contes immersos en el realisme màgic, fou influït en els seus orígens pel surrealisme, i sense renunciar a aquesta empremta, s'endinsà en el seu camp predilecte: la mitologia indígena, la pròpia terra i el compromís amb els camperols davant la tirania del colonialisme; i aconseguí una qualitat i sonoritat de la seva prosa que el converteixen en un dels grans de la literatura castellana del segle xx, representant del moviment denominat superrealisme dins les avantguardes.
La publicació de Leyendas de Guatemala el 1930 ens mostra el seu interés pels mites i llegendes nadiues i mestisses. A la seva novel·la El Señor Presidente (1946) retrata (com també faran Gabriel García Márquez en El otoño del patriarca, Augusto Roa Bastos en Yo, el supremo, o Mario Vargas Llosa en La fiesta del chivo) un típic dictador llatinoamericà per procediments grotescs i burlescos, però en un marc de fort contingut ètic i social en què la mort i la injustícia hi són molt presents. Segons Gerald Martin, coordinador de l'edició crítica publicada per Ediciones UNESCO, es tracta d'una novel·la escrita "sobre Guatemala... des de París". S'inicià a Guatemala, on visqué fins al 1924, durant la joventut de l'escriptor i cristal·litzà en el París avantguardista dels anys vint, on residí des del 1924 fins al 1933.
Hombres de maíz (1949) és reconeguda per molts com la seva obra mestra. Novel·la típica del realisme màgic, s'hi aprecien igualment les veus i els rostres de l'oprobi i la injustícia, però en termes de crua explotació colonialista. Per això, el més destacable és que l'autor assoleix, de manera gairebé sobrenatural (i a l'estil de Juan Rulfo), acoblar el llenguatge i el ritme de la seva prosa als de l'ètnia que retrata, les seves fantàstiques creences, les seves antigues maneres i costums.
El 1965, li fou concedit el Premi Lenin de la Pau entre els pobles i el 1967 el Premi Nobel de Literatura per l'assoliment d'una obra literària viva, profunda i arrelada en els trets i les tradicions nacionals de la gent indígena de l'Amèrica llatina.

## Obra seleccionada
- 1930: Leyendas de Guatemala
- 1936: Sonetos
- 1946: El Señor Presidente
- 1949: Hombres de maíz
- 1950: Viento fuerte
- 1954: El Papa verde
- 1956: Week-end en Guatemala
- 1960: Los ojos de los enterrados
- 1961: El alhajadito
- 1963: Mulata de tal
- 1965: Cuentos y leyendas
- 1965: Clarivigilia primaveral
- 1967: El espejo de Lida Sal
- 1968: Latinoamérica y otros ensayos
- 1969: Malandrón (Epopeya de los Andes verdes)
- 1972: Viernes de Dolores
- 1972: América, fábula de fábulas
- 1977: Tres de cuatro soles, obra pòstuma